# L'alegria que passa
L'alegria que passa és una obra teatral de caràcter simbolista de Santiago Rusiñol. Escrita a Sitges el 1897, es va publicar el 1898 per l'editorial de l'Avenç. Rusiñol va confeccionar un cartell de propaganda de l'obra que va ser igualment imprès per L'Avenç.
Va ser estrenada el 16 de gener de 1899 per la companyia Teatre Íntim d'Adrià Gual, al Teatre Líric (Barcelona). De forma comercial, va estrenar-se al Teatre Tívoli de Barcelona l'any 1901.
Està traduïda al castellà, francès i italià. Enric Morera hi va posar música, fet que va contribuir a popularitzar diversos passatges de l'obra com la Marxa o La cançó de Zaira.
Se'n va fer una adaptació cinematogràfica el 1930, dirigida per Sabino Alonso Micón, amb música del mestre Enric Morera.
El 2023 el grup Dagoll Dagom ha fet una nova versió modernitzada de l'Alegria que passa.

## Argument
La trama de l'obra es desenvolupa en un poble desconegut, «indiferent, vulgar i ensopit», i en temps contemporani, que rep la visita d'un grup d'artistes de circ. L'obra mostra el conflicte entre la prosa (poble) i la poesia (el grup d'artistes del circ) i planteja l'enfrontament irreconciliable entre l'artista i la societat. Per una banda, els artistes, representatius de la bohèmia, pretenen esplaiar la gent del poble amb el seu espectacle, però el poble no els entén i els rebutja. Entre els dos mons, hi ha un personatge pont, en Joanet, fill de l'alcalde, que, tot i pertànyer al grup del poble, ha pogut estudiar i prefereix la vida dels artistes. No obstant això, el grup de bohemis se'n va del poble, enutjat pel materialisme i la indiferència general i en Joanet es resigna a continuar al poble.

## L’obra en el marc del teatre modernista
El Modernisme és un moviment artístic, cultural i ideològic que es va estendre per Catalunya des de finals del segle xix fins a principis del segle xx. Entre 1890 i 1912, artistes renovadors s'uneixen per fer evolucionar l'escenari artístic i intel·lectual de la Catalunya del moment. Els seus objectius són: el trencament amb totes les fórmules lligades a l’antic règim i l’obertura a Europa. El Modernisme
viu molts conflictes interns arrel de la disparitat d'ideologies i creences entre els seus integrants. És un moviment explosiu, tant amb relació a la seva fràgil solidesa interna com a la gran quantitat d’obra produïda. Arrel d’aquest esclat creatiu, la producció d’art modernista pren moltes formes, entre elles la teatral.
El teatre modernista apropa el públic català als grans corrents teatrals europeus del
moment. Les seves principals influències són l’ibseniana –provinent del dramaturg noruec
Henry Ibsen– i la maeterlinckiana –el pare de la qual fou l’autor Maurice Maeterlinck. El corrent ibsenià, en sintonia amb els ideals dels modernistes regeneracionistes, proposa la creació d’un teatre que actui com a crítica social, com a eina de denúncia molt ideològicament carregada. Prové d’una tradició realista i planteja el conflicte d‘interessos entre
l’individu i la societat, així com les tensions socials o econòmiques a les quals s'enfronta la
Catalunya de la darreria del segle xix. El corrent maeterlinckià, per altra banda, coincideix en
les seves creences amb els esteticistes, artistes partidaris d’un art que treballi amb la
transmissió d'idees, de sentiments, i no de creences. El teatre d'influència maeterlinckiana
penetra en l'escenari artístic de Catalunya a través de la representació de l’obra La Intrusa,
de Maeterlinck, a la segona festa modernista de Sitges, celebrada al Cau Ferrat, casa i taller
del artista Santiago Rusiñol (1861-1931), un dramaturg destacat dins del
corrent del teatre esteticista. És un dels principals
impulsors del Modernisme, introdueix la literatura decadentista-simbolista a
Catalunya i contribueix en l’intent modernista de constituir una nova línia
de teatre líric purament català, allunyat del gènere del Teatro Chico. Aquest intent no triomfa,
però sí és l’impuls de la creació d’algunes obres de teatre simbolista amb acompanyament
musical que obtenen posteriorment un gran prestigi. N’és un bon exemple el “quadre líric
en un acte” –segons el designà Rusiñol, el seu autor– de l’Alegria que passa.
Aquesta obra és un exemple de peça teatral modernista a nivell de temàtica, donat que presenta una
gran contraposició conceptual (tradició-progrés, ideal-realitat, prosa-poesia) al llarg de tota la trama i pertany a una estètica lírica-decadentista.

## Personatges

### La gent del poble
En una banda hi ha els vilatans: immersos en la mandra, sense esperit. No tenen esma de canviar res, són partidaris del no pensar, de la prosa. Són descrits a l'inici de l'obra:
- L'alcalde: «Home fort i de mal gènit». És un personatge absolutament materialista, que considera inútil l'art: «Deixa't de llibres! Llegeix les lletres dels duros.»
- Agnetaː promesa d'en Joanet, el fill de l'alcalde. «És una noia indiferent, adotzenada», virtuosa, ensopida.
- Tòfol: Rusiñol el defineix com «el panxacontent del poble». Es dedica a no fer res i, a més, hi està acostumat i se n'enorgulleix.
- Tuiesː la seva dona. «Directora del marit i escarràs de la botiga.»

I «pagesos, dones, capellans, pobres, carreters i criatures.»

### Un personatge pont
- Joanet: és el protagonista, alhora que també el que està enmig dels dos mons antagònics. És del poble, el fill de l'alcalde, però la seva estada a la ciutat a causa dels estudis l'ha il·lustrat; se sent presoner dins del poble i se'n vol deslliurar. Amb l'arribada dels artistes li arriba l'oportunitat de conèixer l'art, la poesia, potser també l'amor i l'amistat, però té la mandra i l'acovardiment propi de la vila, i es decanta per quedar-se al poble.

### Els artistes
A l'altra banda hi ha els comediants, els partidaris de l'art i la poesia, de la bohèmia, encara que comportin incertesaː
- Zaira: al·lota de 18 anys, «ballarina o cantant bohèmia», desarrelada, que no té ni pare ni mare i que fou criada per Cop-de-puny. Té «bon cor i mala vida» i és el «símbol de la poesia que passa». El seu exotisme —el seu nom n'és una mostra— encisa Joanet i ell se n'enamora, però ella se'n desentén. La Cançó de Zaira que la noia interpreta és un dels poemes més bells de Santiago Rusiñol. L'autor hi tenia una especial predilecció i en diverses ocasions el va reproduir, fins i tot a manera d'autògraf.

- Clown: és l'arquetipus de «bohemi, amb bons sentiments», no té ni pàtria ni terra. Es guanya la vida com pot en el carro ambulant pels camins, amb Zaira i Cop-de-puny. És la concepció de l'artista, segons Rusiñol, qui ha de treure la societat del seu immobilisme i que espera, a canvi, el reconeixement del seu art.[3]
- Cop-de-punyː Atleta de quaranta anys. «Veritable bruto ambulant». Un forçut que exhibeix la seva força i se'n val per imposar-se.

També hi ha els animals que els acompanyen: el mico,«feliç els dies que menja bé», i el cavall, «una criatura resignada».

## Estructura
A nivell estructural L'alegria que passa no segueix exactament el mateix esquema de la majoria d’obres literàries pertanyents al moviment Modernista, on els personatges estan situats
en un context estàtic, que arrel de la irrupció d’una nova situació canvia i els fa evolucionar al qüestionar-se a si mateixos, o modificar el seu rumb. Encara que les primeres quatre escenes
de l’obra (I-IV) corresponen a la primera part d’aquesta estructura, les dues escenes finals la fan diferenciar-se, de manera que l'obra no s'adereix a cap model estructural. De fet, el desenllaç de l’obra remet de nou a la primera
part de l'estructura, donat que els personatges tornen a trobar-se al mateix context que a l’inici, sense haver
sofert cap modificació. Així, tot i que a les quatre escenes centrals s'hi
mostra la màxima expressió del desig del protagonista de canviar la seva situació actual,
aquesta obra difereix de l'estructura anterior en l’últim punt perquè aquest acaba decidint no
actuar, no realitzar un canvi.
Les primeres quatre escenes posicionen a
l'espectador en qui són i com viuen els personatges del poble, i les quatre centrals, que actuen
com a cos, mostren l'entrada del circ, un element disruptiu, al poble (escena V), i com aquest
capgira les vides dels seus habitants. Les escenes XI, XII consten dels diàlegs entre
el protagonista de l’obra, en Joanet, i el Clown (cap del grup del circ) i la Zaira (noia jove que forma part del grup dels
artistes). A l'escena VIII el tercer personatge del grup d’artistes, en Cop de
Puny, que representa la força bruta, pega a la Zaira per haver-la vist besar-se
amb el Joanet. La reacció del protagonista a aquest fet serà el que, a l'escena següent, causi
l'enfrontament entre els dos grups, que retornarà al poble i als seus personatges a l'inicial
estat decadent a la conclusió de l’obra.

## Interpretació de l'obra segons el seu context històric
L'Alegria que passa està basada en el discurs que donà Rusiñol a la
segona Festa Modernista, que exemplifica la seva posició durant els primers
anys de producció literària modernista respecte a les tensions entre els artistes i la societat materialista,
la relació entre els quals definí com "irreconciliable", ja que defensava que el menestralisme de
la societat li impedeix poder comprendre i gaudir de l’art. En
aquest discurs Santiago Rusiñol representà la societat materialista com a prosa –previsible, plana, pràctica– i als artistes com a poesia –canviants, bohemis, somiadors, innovadors.
Segons diversos estudis de l'obra, l’allunyament del Joanet i la Zaira per part del Cop de Puny a l'escena VIII 
s'interpreta, a nivell simbòlic, de la següent manera: la vida dels bohemis del segle xix (vida
que Rusiñol experimentà de primera mà al traslladar-se a París) era a parts iguals admirada
i reprovada per la societat, degut a la seva doble vessant de bellesa i misèria. La Zaira representa aquella part de la
bohèmia admirada i desitjada, una vida de llibertat i d’art, la “bohèmia daurada” dels
artistes amb nivell econòmic. Per altra banda, el Cop de Puny representa l’altra
vessant de la bohèmia, l’anomenada “bohèmia negra”, aquella a la que pertanyien els artistes
que, no emparats per la comoditat econòmica, malvivien intentant fer conèixer el seu art. L'entusiasme per una vida bohèmia idealitzada és allò que caracteritza
el personatge del Joanet. Trobem una mostra d’això al següent fragment de la intervenció
discursiva en prosa del Joanet a la Zaira al diàleg
que mantenen a l'escena VII: “m'ha semblat veure arribar l'hermosíssima figura d'una
estampa que tinc a la meva arcova; és dir... una dona que no és com les altres, una dona...
que sols veiem en pintura els que vivim arrupits sota d'aquestes teules”. Amb aquestes
paraules Joanet transmet la seva admiració per la vida de Zaira i
la ingenuïtat amb que la concep: al viure “arrupit sota d’aquestes teules” dona a
entendre que no ha vist món, i que per tant mai ha arribat a conèixer la verdadera
bohèmia, que “sols ha vist en pintura”. Destaca també, a la mateixa intervenció, la confessió
de Joanet, que admet percebre a Zaira com a dona “somiada i temptadora”, de ratlles “fines”,
i que li porta flaires de “països que es representa a les fosques”. Amb aquestes paraules
Joanet delata com idealitza a Zaira al personificar-la com l’ideal bohemi que ell anhela, però
que mai arribarà a aconseguir (trobem en aquesta descripció femenina idealitzant traces del
tòpic literari del descriptio puellae). A
través del xoc entre les expectatives del Joanet i la realitat, de la impossibilitat de l'amor
entre dos personatges que representen estils de vida contraposats, l’autor transmet la impossibilitat d’una unió, d’un benentès entre la societat “prosaica” i la “poesia”
que regeix la vida del artistes. En aquesta intervenció i en
totes en les que Joanet parla amb els personatges del grup del circ, adapta el seu registre al
d’ells fent servir la funció literària del llenguatge amb la intenció d’embellir-lo. Contràriament,
quan parla amb els personatges del poble fa ús d’un registre molt més pla i senzill. Aquest fet
demostra la pluralitat d’un personatge que pertany a un món però voldria formar part de
l’altre.

## El paisatge i l'entorn físic
L'acció transcorre en un poble somort, avorrit i empolsegat, com es fa evident en les descripcions: plàtans del carrer, «ben polsosos i malalts», als quals els cauen les fulles, «una església sense ordre ni arquitectura», a la plaça «dos bancs corcats», camins polsosos, però també gent adormida i ferrers que canten per no quedar ensopits. Els sons habituals són els de les campanes que criden a missa o toquen les hores, els precs del rosari... fins que arriba la faràndula.

## Moralitat de l'obra
La crítica moral consisteix a contraposar dos mons, el de la prosa, que simbolitza la monotonia, la tristesa, el materialisme i la malfeineria amb el de la poesia, que significava, per a Rusiñol, l'art, la llibertat, l'alegria, la bellesa i el progrés.